# 礫石路上的車輪
礫石路上的車輪（Car Wheels on a Gravel Road）是歌手露辛達威廉斯（Lucinda Williams）於1998年所發行的個人第五張專輯。
威廉斯在這張專輯展現出其不遜於歌功的詞曲創作能力。一如過去，她在歌曲中捕捉住某地以及當地人們的神韻與故事。專輯由Mercury與寶麗金發行。專輯錄製於納許維爾以及加州的Canoga Park。威廉斯為專輯製作人之一，其他兩位製作人為Steve Earle與Emmylou Harris。
礫石路上的車輪贏得該年葛萊美獎的最佳鄉村音樂專輯，並且是威廉斯的首張金唱片。根據告示牌 (雜誌)在2008年2月的報報導，本專輯在美國共賣出81萬1千張。 同時，本專輯在The Village Voice與Pazz & Jop的票選中皆是當年第一名專輯。2003年，本專輯更被滾石 (雜誌)選為史上五百大專輯的304名。
原本的CD是以HDCD的形式發行。豪華加值版本則於2006年10月4日發行，新增三首歌曲"Down the Big Road Blues", "Out of Touch" 與"Still I Long For Your Kiss"，以及1998年為 WXPN-FM 現場演唱的13首歌曲。

## 曲目
1. "Right in Time"
2. "Car Wheels on a Gravel Road"
3. "2 Kool 2 Be 4-gotten"
4. "Drunken Angel"
5. "Concrete and Barbed Wire"
6. "Lake Charles"
7. "Can’t Let Go"
8. "I Lost It"
9. "Metal Firecracker"
10. "Greenville"
11. "Still I Long For Your Kiss"
12. "Joy"
13. "Jackson"